# 이원욱
이원욱(李元旭, 1962년 12월 3일~)은 대한민국의 정치인으로, 제19·20·21대 국회의원이다. 본관은 전주.

## 소개
충남 보령 출신으로 고려대학교 사범대학 부속고등학교와 고려대학교 법학과를 졸업했다. 이원욱이 대학을 다니던 1980년대는 전두환 대통령이 군사쿠데타를 일으키고, 광주시민을 학살하며 정권을 잡고 있었던 때로, 이원욱은 "전두환 군사정권 타도"와 "민주주의 실현"을 위해 화염병 투척과 도심테러를 중심으로 하는 학생운동에 뛰어들었고, 1985년 11월, 민정당 중앙정치연수원 점거농성 사건으로 구속되어 징역 3년형을 선고받아 옥고를 치렀다.
1997년 15대 대통령 선거에 참여하며 민주당 당직자 생활을 시작해 2003년 열린우리당, 통합민주당을 거쳐 10년 넘게 중앙당에서 근무했다. 2008년 4월 총선 때 경기도 화성(을) 지역 민주당 후보로 출마했으며, 2010년  지방선거 때는 경기도당 공천심사위원으로 일했다. 또한 민주당 화성을 지역위원장과 경기도당 운영위원을 역임하고, 중앙당 정책위 부의장으로도 활동하였다. 2012년 4월 11일 총선을 통해 민주통합당 경기 화성을 국회의원으로 당선되었다.
이밖에 노무현재단 기획위원, 장, 독도수호국제연대의 대외협력위원장, 한국청소년운동연합 화성시지회 대표를 맡고 있다. 조계종 중앙신도회문화재환수위원회 기획위원장으로 활동하며 일본에게 약탈당한 조선왕실의궤를 되찾는 일도 함께했다. 경기도교육청 경기교육자치협의회 위원, 경기도 노인일자리지원센터 자문위원, 화성시 충청연합회 자문위원, 화성시 어울림봉사단 고문이기도 하다.

## 학력
- 1970~1976 서울미아국민학교 졸업
- 1976~1979 보성중학교 졸업
- 1979~1982 고려대학교 사범대학 부속고등학교 졸업
- 1982~1990 고려대학교 법과대학 법학 학사

## 전과
- 집회및시위에관한법률위반, 특수공무집행방해치상, 현존건조물방화예비, 폭력행위등처벌에관한법률위반: 징역 3년 - 1986년 3월 26일 선고[4]

## 논란

### 마스크 무상 배급 논란
2020년 3월 3일, 이원욱 의원은 국회 대정부의질의자로 나서서 "무상급식, 무상교복도 했는데 무상 마스크라고 못할 이유 없다"라며 마스크 무상 공급을 정부에 주문했다.

### 검찰총장 비하 발언 논란
2020년 8월 16일, 서울 여의도 중앙당사에서 열린 온라인 합동연설회에서 “임명받은 권력이 선출 권력을 이기려고 한다. 개가 주인을 무는 꼴”이라며 “권력을 탐하는 윤석열을 끌어내리고 검찰 개혁을 완수해야 한다. 정치하려면 옷을 벗고 해야 한다”고 발언했는데, 검찰총장과 대통령을 ‘개’와 ‘주인’의 관계에 비유하여 검찰이 대놓고 '정권의 개' 노릇 하라고 인증한 것이냐는 지적을 하면서 논란이 되었다.
그러나 이는 민주주의에 대한 이해가 부족한 사람들의 지적으로 선출 권력인 대통령은 국민 주권을 대리하는 사람으로써 개가 주인을 문다는 의미는 국민의 주권을 부정하는 것으로 해석하는 것이 타당하다.

### 국정감사 말싸움 논란
2020년 10월 23일, 과학기술정보방송통신위원회 국정감사에서 발언 시간을 관련한 여야 논쟁이 발생했는데, 국민의힘 소속 박성중 의원이 "당신"이라고 이원욱 위원장을 지칭하자 이원욱 위원장이 발끈하면서 "얻다 대고 당신이냐. 여기 위원장이야", "질문하세요, 질문해"라고 반말로 받아치며 논쟁이 시작되었다. 그 논쟁 중 흥분한 이원욱 위원장이 자리에서 일어나 박성중 의원 바로 앞으로 다가오자 박성중 의원이"한 대 쳐볼까", 이에 이 위원장은 "야! 박성중"이라는 말에는 "나이 어린 XX가 건방지게..." 라고 말했다. 이에 이원욱 위원장은 정회선포와 함께 의사봉을 바닥에 집어던지면서 논란이 되고 있다.

## 경력
- 1984년: 고려대학교 법과대학 학생회장
- 1998년: 새정치국민회의 공채 당직자
- 2004년: 열린우리당 전자정당실장
- 2004년: 제17대 국회의원 선거 서울 성동구 갑 열린우리당 국회의원 예비후보
- 2005년: 열린우리당 운영지원실장
- 2006년~2007년: 열린우리당 총무팀장
- 2006년 9월: 독도수호국제연대 대외협력위원장
- 안양대학교 객원교수
- 2010년 10월: 조선왕실의궤환수위원회 실행위원회 위원
- 2011년 5월~: 사람사는세상 노무현재단 기획위원회 위원
- 2011년~2013년: 민주통합당 정책위원회 부의장
- 2012년 4월 11일: 대한민국 제19대 국회의원 선거 당선(경기 화성시 을, 민주통합당, 초선)
- 2012년 4월~2024년 1월: 민주통합당→민주당→새정치민주연합→더불어민주당 경기도당 화성시 을 지역위원회 위원장
- 2014년 5월~: 사단법인 행동하는 양심 사무총장
- 2014년 5월~: 사단법인 행동하는 양심 이사
- 2016년 4월 13일: 대한민국 제20대 국회의원 선거 당선(경기 화성시 을, 더불어민주당, 재선)
- 2016년 9월~2016년 12월: 더불어민주당 전략기획위원장
- 2017년 11월~2018년 9월: 더불어민주당 제4정책조정위원회 위원장
- 2018년 9월~2019년 5월: 더불어민주당 제3정책조정위원회 위원장
- 2019년 5월~2020년 1월: 더불어민주당 원내수석부대표
- 민주연구원 이사
- 2020년 4월 15일: 대한민국 제21대 국회의원 선거 당선(경기 화성시 을, 더불어민주당, 3선)
- 2021년 5월~2024년 1월: 더불어민주당 반도체기술특별위원회 고문
- 2024년 1월~2024년 2월: 미래대연합 창당준비위원장 겸 사무총장
- 2024년 2월~2024년 2월: 개혁신당 최고위원
- 2024년 2월~: 개혁신당 인재영입위원회 부위원장
- 2024년 4월~: 개혁신당 전당대회 의장
- 2024년 5월~2024년 7월: 개혁신당 경기도당 화성시 정 조직위원회 위원장
- 2024년~: 빈 대학교 연구교수

## 의정 활동
- 2012년 5월 30일~2016년 5월 29일: 제19대 국회의원(경기 화성시 을, 민주통합당→민주당→새정치민주연합→더불어민주당, 초선)
  - 2012년 5월~2016년 5월: 제19대 국회 전, 후반기 산업통상자원위원회 위원
  - 2013년 7월~2016년 5월: 제19대 국회 동북아역사왜곡대책특별위원회 위원
- 2016년 5월 30일~2020년 5월 29일: 제20대 국회의원(경기 화성시 을, 더불어민주당, 재선)
  - 2016년 6월~2017년 12월: 제20대 국회 전반기 국토교통위원회 위원
  - 2017년 12월~2018년 5월: 제20대 국회 전반기 국토교통위원회 간사
  - 2017년 12월: 제20대 국회 감사원장(최재형) 임명동의에 관한 인사청문특별위원회 간사
  - 2018년 7월~2019년 7월: 제20대 국회 후반기 기획재정위원회 위원
  - 2019년 5월~2019년 8월: 제20대 국회 후반기 운영위원회 위원
  - 2019년 7월~2020년 3월: 제20대 국회 후반기 과학기술정보방송통신위원회 위원
  - 2019년 8월~2020년 1월: 제20대 국회 후반기 운영위원회 간사
  - 2020년 3월~2020년 5월: 제20대 국회 후반기 과학기술정보방송통신위원회 간사
- 2020년 5월 30일~2024년 5월 29일: 제21대 국회의원(경기 화성시 을, 더불어민주당→무소속→개혁신당, 3선)
  - 2020년 6월~2020년 9월: 제21대 국회 전반기 정무위원회 위원
  - 2020년 7월~2024년 5월: 국회세계한인경제포럼 대표의원
  - 2020년 7월~2024년 5월: 모빌리티 포럼 공동대표의원
  - 2020년 9월~2022년 5월: 제21대 국회 전반기 과학기술정보방송통신위원회 위원장
  - 2022년 7월~2024년 5월: 제21대 국회 후반기 외교통일위원회 위원
  - 2022년 8월~2024년 1월: 제21대 국회 후반기 정보위원회 위원
  - 제21대 국회 전반기 정각회장
  - 제21대 국회 후반기 정각회 명예회장
  - 2023년 2월~2023년 4월: 제21대 국회 첨단전략산업 특별위원회 간사
  - 2023년 4월~2024년 5월: 제21대 국회 첨단전략산업 특별위원회 위원

## 역대 선거 결과
|  | 36.39% |

|  | 55.62% |

|  | 52.54% |

|  | 64.53% |

|  | 9.22% |

## 소속 정당
| 소속 정당 | 소속 정당      | 소속 기간 | 비고           |
| --------- | -------------- | --------- | -------------- |
|           | 새정치국민회의 | 1997~2000 | 정계 입문      |
|           | 새천년민주당   | 2000~2003 | 합당           |
|           | 무소속         | 2003      | 탈당           |
|           | 열린우리당     | 2003~2007 | 창당           |
|           | 대통합민주신당 | 2007~2008 | 합당           |
|           | 통합민주당     | 2008      | 합당           |
|           | 민주당         | 2008~2011 | 당명 변경      |
|           | 민주통합당     | 2011~2013 | 합당           |
|           | 민주당         | 2013~2014 | 당명 변경      |
|           | 새정치민주연합 | 2014~2015 | 합당           |
|           | 더불어민주당   | 2015~2024 | 당명 변경      |
|           | 무소속         | 2024      | 탈당           |
|           | 미래대연합     | 2024      | 창당준비위원회 |
|           | 개혁신당       | 2024~현재 | 입당           |

## 같이 보기
- 화성시 을
- 화성시의 국회의원